# Courtois-sur-Yonne
Courtois-sur-Yonne là một xã của Pháp,tọa lạc ở tỉnh Yonne trong vùng Bourgogne. Xã này có diện tích 4,29 km2, dân số năm 1999 là 553 người.

## Thông tin nhân khẩu
| Năm | 1962 | 1968 | 1975 | 1982 | 1990 | 1999 |
| --- | ---- | ---- | ---- | ---- | ---- | ---- |
| Dân số | 233  | 282  | 357  | 464  | 560  | 553  |
| From the year 1962 on: No double counting—residents of multiple communes (e.g. students and military personnel) are counted only once. |      |      |      |      |      |      |